# スアシ島

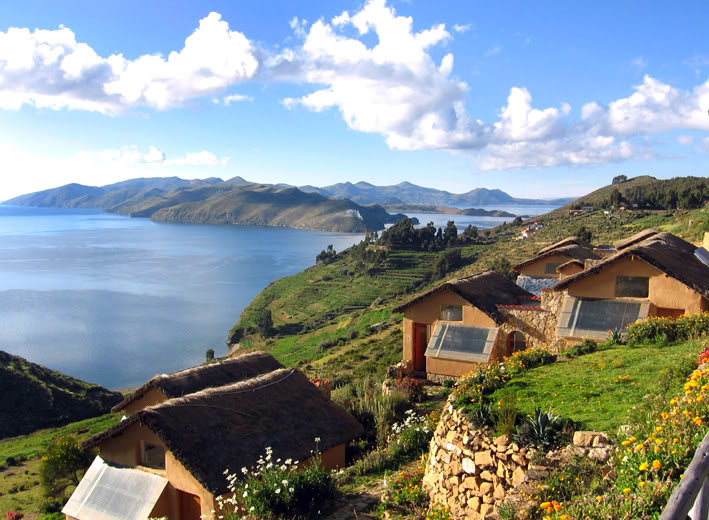
スアシ島

スアシ島（スアシとう、Isla Suasi、Suasi Island）は、チチカカ湖の北西、ペルー領・プーノ県に位置する島。
島内には多様な植物が群生しており、チチカカ湖でもっとも美しい島と言われている。アルパカ、ビクーニャが飼育・放牧されている他、ウサギや小型の齧歯類、ハチドリ等、多くの動物が生息している。また島内には一般的な住居が存在しない為、地上の輝度が低く天体観測に適している。